# Pseudactinoposthia granaria
Pseudactinoposthia granaria är en plattmaskart som beskrevs av Jürgen Dörjes 1968. Pseudactinoposthia granaria ingår i släktet Pseudactinoposthia och familjen Actinoposthiidae. Inga underarter finns listade i Catalogue of Life.